# Galab Donev
Galab Spasov Donev (bulharsky Гълъб Спасов Донев, * 28. února 1967 Sofie) je bulharský politik, v letech 2022–2023 předseda vlády Bulharska, když se ujal řízení přechodné úřednické vlády v srpnu 2022, s cílem dovést zemi k předčasným parlamentním volbám vyhlášeným na říjen 2022. Po jejich patovém výsledku se uskutečnily páté parlamentní volby v rozmezí dvou let během dubna 2023, z nichž vzešla dohoda na rotujícím premiérství mezi dvěma vítěznými koalicemi GERB–SDS a PP–DB.
V roce 2021 působil ve dvou úřednických kabinetech Stefana Janeva jako místopředseda vlády a ministr práce a sociální politiky, které také spravovaly zemi mezi opakovanými předčasnými volbami. Portfej práce a sociální politiky již vedl v první polovině roku 2017, kdy úřednická vláda Ognjana Gerdžikova dovedla Bulharsko k předčasným volbám.

## Vzdělání
Narodil se roku 1967 v bulharském hlavním městě Sofii. Po maturitě na 35. jazykovém gymnáziu zaměřeném na ruštinu absolvoval magisterské obory finance na sofijské Univerzitě národního a světového hospodářství a právo na Rusenské univerzitě Angela Kančeva v Ruse.

## Předseda vlády
Poté co z vlády středově orientovaného Kirila Petkova odešel jeden ze čtyř koaličních subjektů, populistický Je takový národ, vyslovilo Národní shromáždění v závěru června 2022 kabinetu nedůvěru. Za rozpadem vlády stály spory nad opatřeními v protikorupční politice, ve zvládání inflace během finanční krize i rozdílný přístup ke stažení bulharského veta k přístupovým jednáním Severní Makedonie s Evropskou unií. Petkovova proevropsky orientovaná strana Pokračujeme ve změně pak neuspěla ve snaze o získání nové parlamentní většiny, a stejně skončilo i úsilí socialistické strany.
Prezident republiky Rumen Radev jmenoval 2. srpna 2022 Galaba Doneva předsedou vlády. Pověřil jej řízením úřednické vlády do zformování kabinetu vzešlého z předčasných parlamentních voleb, již čtvrtých od roku 2021, které vyhlásil na 2. října 2022. Zpravodajská agentura Reuters upozornila, že příchod Donevova kabinetu by měl znamenat zlepšení bilaterálních vztahů Bulharska s Ruskem po jeho invazi na Ukrajinu. Jak Radev, tak s ním spřízněný Donev, byli považování za prorusky orientované politiky. Předchozí Petkovův kabinet odmítl platit dodávky ruského plynu v rublech, což vedlo k odstřihnutí země – energeticky závislé na Rusku – od dodávek plynu.